# Elezioni comunali in Calabria del 1996
Le elezioni comunali in Calabria del 1996 si tennero il 9 giugno (con ballottaggio il 23 giugno) e il 17 novembre (con ballottaggio il 1º dicembre).

## Elezioni del giugno 1996

### Provincia di Cosenza

#### San Giovanni in Fiore
|                               | Giuseppe Riccardo Succurro ✔️ Sindaco | 5 843                | 52,40 | Partito Democratico della Sinistra | 3 461  | 31,91 | 7  |  |  |
| Partito Popolare Italiano     | Giuseppe Riccardo Succurro ✔️ Sindaco | 5 843                | 52,40 | 1 827                              | 16,84  | 4     |    |  |  |
| Socialisti Italiani           | Giuseppe Riccardo Succurro ✔️ Sindaco | 5 843                | 52,40 | 1 158                              | 10,68  | 2     |    |  |  |
|                               | Giovanni Mancina                      | 2 000                | 17,94 | Patto per San Giovanni             | 1 073  | 9,89  | 1  |  |  |
| Seggio di coalizione          | Seggio di coalizione                  | Seggio di coalizione | 17,94 | 1                                  |        |       |    |  |  |
|                               | Francesco Mario Martire               | 1 768                | 15,86 | Forza Italia -CCD - CDU            | 1 014  | 9,35  | 1  |  |  |
| Alleanza Nazionale            | Francesco Mario Martire               | 1 768                | 15,86 | 806                                | 7,43   | 1     |    |  |  |
| Seggio di coalizione          | Seggio di coalizione                  | Seggio di coalizione | 15,86 | 1                                  |        |       |    |  |  |
|                               | Franco Rugiero                        | 1 217                | 10,91 | Rifondazione Comunista             | 1 252  | 11,54 | 1  |  |  |
| Seggio di coalizione          | Seggio di coalizione                  | Seggio di coalizione | 10,91 | 1                                  |        |       |    |  |  |
|                               | Giuseppe Gentile                      | 323                  | 2,90  | Movimento Sociale Fiamma Tricolore | 256    | 2,36  | –  |  |  |
| Totale                        | Totale                                | 11 151               | 100   |                                    | 10 847 | 100   | 20 |  |  |
|                               |                                       |                      |       |                                    |        |       |    |  |  |
| Fonte: Ministero dell'interno |                                       |                      |       |                                    |        |       |    |  |  |

### Provincia di Reggio Calabria

#### Gioia Tauro
|                               | Aldo Alessio ✔️ Sindaco | 5 444                | 51,40 | Partito Democratico della Sinistra | 1 631 | 16,41 | 4  |  |  |
| Socialisti Italiani           | Aldo Alessio ✔️ Sindaco | 5 444                | 51,40 | 1 285                              | 12,93 | 3     |    |  |  |
| Uniti per Essere Liberi       | Aldo Alessio ✔️ Sindaco | 5 444                | 51,40 | 1 223                              | 12,30 | 2     |    |  |  |
| Rifondazione Comunista        | Aldo Alessio ✔️ Sindaco | 5 444                | 51,40 | 288                                | 2,90  | –     |    |  |  |
|                               | Giuseppe Luppino        | 3 074                | 29,02 | Centro Cristiano Democratico       | 1 560 | 15,69 | 3  |  |  |
| Forza Italia                  | Giuseppe Luppino        | 3 074                | 29,02 | 1 020                              | 10,26 | 2     |    |  |  |
| Cristiani Democratici Uniti   | Giuseppe Luppino        | 3 074                | 29,02 | 1 018                              | 10,24 | 1     |    |  |  |
| Seggio di coalizione          | Seggio di coalizione    | Seggio di coalizione | 29,02 | 1                                  |       |       |    |  |  |
|                               | Francesco Costa         | 2 073                | 19,57 | Alleanza Nazionale                 | 1 915 | 19,27 | 3  |  |  |
| Seggio di coalizione          | Seggio di coalizione    | Seggio di coalizione | 19,57 | 1                                  |       |       |    |  |  |
| Totale                        | Totale                  | 10 591               | 100   |                                    | 9 940 | 100   | 20 |  |  |
|                               |                         |                      |       |                                    |       |       |    |  |  |
| Fonte: Ministero dell'interno |                         |                      |       |                                    |       |       |    |  |  |

## Elezioni del novembre 1996

### Provincia di Reggio Calabria

#### Siderno
|                                                           | Domenico Panetta ✔️ Sindaco | 6 187                | 62,01 | Lavoro e Progresso           | 2 235 | 23,81 | 5  |  |  |
| Lista Indipendente                                        | Domenico Panetta ✔️ Sindaco | 6 187                | 62,01 | 2 014                        | 21,46 | 5     |    |  |  |
| Lista Civica                                              | Domenico Panetta ✔️ Sindaco | 6 187                | 62,01 | 1 614                        | 17,20 | 3     |    |  |  |
|                                                           | Tito Albanese               | 2 788                | 27,94 | Lista Civica Calabria        | 1 051 | 11,20 | 2  |  |  |
| Partito Democratico della Sinistra                        | Tito Albanese               | 2 788                | 27,94 | 812                          | 8,65  | 2     |    |  |  |
| Unità Socialista (Socialisti Italiani-Partito Socialista) | Tito Albanese               | 2 788                | 27,94 | 680                          | 7,24  | 1     |    |  |  |
| Seggio di coalizione                                      | Seggio di coalizione        | Seggio di coalizione | 27,94 | 1                            |       |       |    |  |  |
|                                                           | Antonio Romeo               | 548                  | 5,49  | Partito Popolare Italiano    | 281   | 2,99  | –  |  |  |
| Rifondazione Comunista                                    | Antonio Romeo               | 548                  | 5,49  | 268                          | 2,86  | –     |    |  |  |
| Seggio di coalizione                                      | Seggio di coalizione        | Seggio di coalizione | 5,49  | 1                            |       |       |    |  |  |
|                                                           | Orazio Femia                | 239                  | 2,40  | Rinnovamento e Sviluppo      | 882   | 9,40  | –  |  |  |
|                                                           | Aurelio Bumbaca             | 216                  | 2,16  | Centro Cristiano Democratico | 228   | 2,43  | –  |  |  |
| Totale                                                    | Totale                      | 9 978                | 100   |                              | 9 386 | 100   | 20 |  |  |
|                                                           |                             |                      |       |                              |       |       |    |  |  |
| Fonte: Ministero dell'interno                             |                             |                      |       |                              |       |       |    |  |  |